# Дублінський міський університет
Дублінський міський університет (англ. Dublin City University, ірл. Ollscoil Chathair Bhaile Átha Cliath) — один з чотирьох університетів Дубліна. Сучасний кампус університету знаходиться на півночі  ірландської столиці.
У даний час в університеті записано близько 10 000 студентів. Число співробітників становить близько 440.
Університет був заснований в 1975 році під назвою National Institute for Higher Education; перші студенти записалися в 1980 році. У 1989 році Dublin City University офіційно отримав статус університету. Першим ректором університету був Dr. Danny O'Hare. Нинішній президент — німецький професор Фердинанд фон Прондцінскі.